# Remo nos Jogos Pan-Americanos de 2023 - Skiff quádruplo masculino
A competição do skiff quádruplo masculino do remo nos Jogos Pan-Americanos de 2023 foi disputada em 23 de outubro de 2023 na Lagoa Grande, em San Pedro de la Paz. Um total de 24 remadores de 6 Comitês Olímpicos Nacionais (CON) participaram do evento.

## Calendário
Horário local (UTC−3).
| Data          | Hora | Fase  |
| ------------- | ---- | ----- |
| 23 de outubro | 9:00 | Final |

## Medalhistas
|  | MEX México                                                   |  | CHI Chile                                                     |  | ARG Argentina                                                 |
|  | Bruno Cetraro Marcos Sarraute Felipe Klüver Leandro Salvagno |  | Francisco Lapostol Brahim Alvayay Óscar Vásquez Andoni Habash |  | Ricardo de la Rosa Tomás Manzanillo André Simsch Rafael Mejía |

## Resultados

### Final
Uma única regata definiu as posições de todos os remadores.
| Pos.              | Remadores                                                           | CON                | Tempo   | Notas |
| ----------------- | ------------------------------------------------------------------- | ------------------ | ------- | ----- |
| Medalha de ouro   | Bruno Cetraro Marcos Sarraute Felipe Klüver Leandro Salvagno        | URU Uruguai        | 5:53.34 |       |
| Medalha de prata  | Francisco Lapostol Brahim Alvayay Óscar Vásquez Andoni Habash       | CHI Chile          | 5:56.65 |       |
| Medalha de bronze | Ricardo de la Rosa Tomás Manzanillo André Simsch Rafael Mejía       | MEX México         | 6:00.99 |       |
| 4                 | Cooper Hurley Luke Rein Mark Couwenhoven Casey Fuller               | USA Estados Unidos | 6:01.36 |       |
| 5                 | Emiliano Calderón Martín Mansilla Joaquín Riveros Santiago Deandrea | ARG Argentina      | 6:48.37 |       |
| 6                 | Roberto Paz Leduar Suárez Carlos Ajete Reidy Cardona                | CUB Cuba           | 7:23.03 |       |